# Inmigración griega en Chile
La colectividad helénica ha tenido gran importancia en Chile. Los primeros inmigrantes llegaron durante el siglo XVI, provenientes de Creta, por lo que se apellidaron «Candía» en honor a la capital de la isla, actual Heraclión. El apellido, aunque persiste en la actualidad, se encuentra muy desvinculado de sus orígenes remotos. Chile hoy en día es el país con la mayor comunidad griega de América Latina.
Una de las primeras oleadas masivas que llegaron a Chile después de 1900, lo hicieron principalmente a través de los puertos de Antofagasta y Valparaíso, es así como comenzaron a radicarse en Chile las familias Yianatos, Diamantidis, Biternas, Kalaezis, Bitsacopoulos, Zampelli en Valparaíso o en Antofagasta las familias Kutulas, Konstantinidis, Psijas, Farandatos, Sclabos, Tacussis y Triantáfilo, entre muchas otras más.
En Chile habría alrededor de 100 000 descendientes de inmigrantes griegos. Producto de la crisis de la deuda soberana en Grecia iniciada en 2009, un nuevo grupo minoritario de inmigrantes griegos recaló en Chile, pero debido a los recortes fiscales, los ciudadanos de nacionalidad griega en el país dejaron de recibir toda ayuda social por parte del gobierno griego.

## Griegos en Antofagasta
La mayoría de los inmigrantes helenos que llegaron a Chile a comienzos del siglo XX, algunos como parte de su espíritu aventurero y otros escapando de los rigores de la Primera Guerra Mundial y de la catástrofe de Esmirna (en la actual Turquía). Aunque ya había algunos griegos asentados en el norte de Chile, incluso algunos tripulantes de las naves comandadas por Arturo Prat durante la Guerra del Pacífico (1879-1883) en el Combate naval de Iquique, como por ejemplo, el contramaestre Constantino Micalvi. 
Las crónicas de la época señalan que la mayoría llegó atraída por la fama que había adquirido el norte chileno por la explotación del salitre y la riqueza que había en el país. La fiebre del salitre atrajo a miles de extranjeros que provenían de Europa y algunos de los Estados Unidos. 
Así fue cómo surgió una importante colectividad helénica, cuyos registros fueron anotados en dos fuentes. Una de éstas fue la amplia colaboración que le brindó la prensa chilena a través de sus páginas en el diario «El Mercurio». De acuerdo con El Mercurio de Antofagasta, entre los años 1920 y 1935 existían alrededor de 400 griegos en la ciudad nortina y alguna treintena en las oficinas salitreras. En 1926 se constituye la primera asociación femenina de Chile, conocidas como las Filóptojos («amigas de los pobres» en griego) que fue presidido por Xrisí Almallotis. 
Miguel Politis Jaramís, hijo de ciudadanos griegos, recopiló los archivos del diario El Mercurio de Antofagasta desde comienzos del siglo XX para configurar una suerte de historial impreso de las actividades de los helenos en Chile y de la generosa acogida que les brindó el país nuevo. En el libro publicado por Miguel Politis denominado «Grecia y los griegos», aparece una crónica publicada en 1922 cuando visitó Antofagasta el cónsul general de Grecia, Juan Satirakis, dispuesto a fundar una colectividad que tuviera personalidad jurídica y un establecimiento que pudiera reunir a los griegos en un «hogar helénico». Satirakis, al llegar a la ciudad se contactó con Ramón Chilovitis y juntos organizaron el primer encuentro formal entre griegos. Satirakis fue el que entregó la primera remesa de dinero para la creación de la futura colectividad helénica. El 20 de septiembre de ese año se fundó entonces una asociación llamada «Sociedad Helénica de Socorros Mutuos» que contó con 147 afiliados. La presidió entonces Geraldo Triantafilo, Jorge Katevas como vicepresidente, Ramón Chilovitis, secretario, Stilianós Balabanos, prosecretario, Jorge Karayanis, tesorero, José Sclabos, protesorero, Anastasios Psijas, comisión revisora de cuentas y los consejeros fueron: Teodoro Jaramís, Jorge Galanakis, Menelao Franciskakis, Gerardo Catsaneva y Ángel Adamópulos.
La sede Antofagasta de la Universidad de Chile constituyó, en la década del 60, un centro aglutinador de profesores de distintas disciplinas, descendientes de los Balcanes y de Asia Menor, entre ellos de ascendencia helénica

## Colectividades griegas en Chile

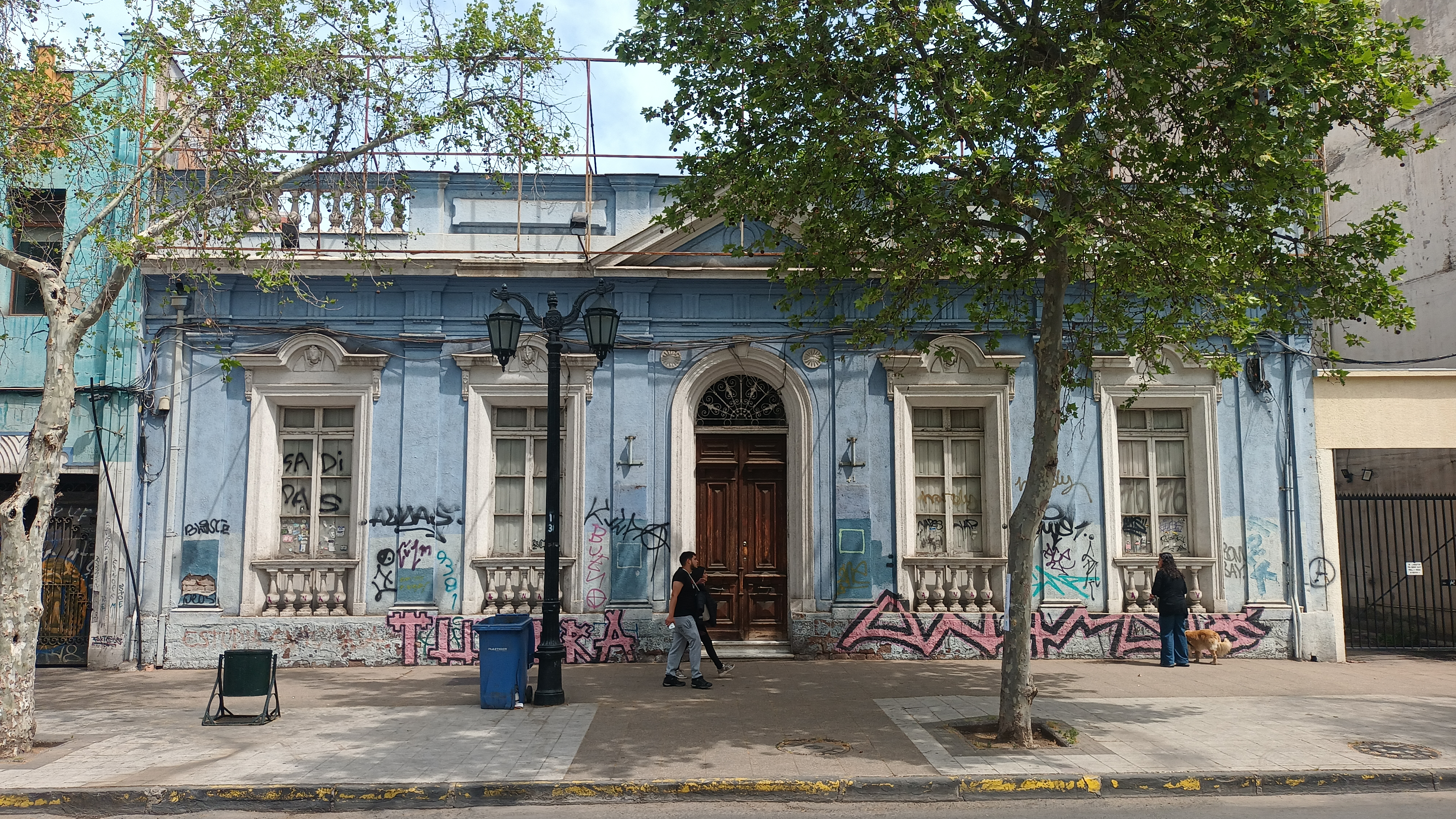
La Casa Griega de Santiago, antigua sede social de la Colectividad Helénica de la ciudad

Hoy en día, seis colectividades conforman el mundo helénico en Chile. Las más numerosas se encuentran en Antofagasta y Santiago. En la capital nacional y ciudad más poblada del país, un grupo de griegos residentes fundaron en 1918 la Sociedad Helénica de Socorros Mutuos, la cual fue renombrada como la Colectividad Helénica en 1945 y su sede estuvo ubicada desde su fundación en la Casa Griega de Santiago, en el barrio República, hasta su traslado a la comuna de La Reina. Otras colectividades griegas se encuentran en La Serena, Coquimbo donde se destaca el restaurant «Syrtaki» de propiedad de Fracibalos Casimis y Familia,  Viña del Mar donde se ubica la primera taberna Griega de Chile «Hellenikós Kósmos» de propiedad de Panagiotis Konstantinidis y Familia, y Punta Arenas.
En el ámbito religioso, un número importante de griegos y sus descendientes profesan el cristianismo ortodoxo en Chile, una minoría religiosa dentro de la mayoría cristiana del país. La Iglesia ortodoxa griega de los Santos de Constantino y Elena es un templo perteneciente a la comunidad religiosa ortodoxa greco-chilena del Patriarcado de Constantinopla, ubicado en la Avenida Grecia, Ñuñoa. En la misma avenida se encuentra el Discóbolo del Estadio Nacional, una réplica en bronce en posición erguida de la estatua original, fue donada por la colectividad griega al país en 1958, monumento conocido coloquialmente por los chilenos como «El Pilucho».

## Chilenos notables de ascendencia griega
- Alexandros Tefarikis, Compositor musical e Intérprete en Guitarra electro-acústica , Bouzouki, Violín e instrumentos de Cuerdas, Concertista con gran trayectoria internacional
- Rubén Aqueas, Cantante, Compositor.
- Paz Anastasiadis, abogada y política.
- Athanasio Manis Keranis, empresario y comerciante.
- Xrisi Athina Tefarikis Almallotis, periodista historiadora
- Constantino Micalvi, militar.
- Georgios Panaguiopoulos, presbítero ortodoxo griego.
- Mónica de Calixto, modelo.
- Uranía Haltenhoff Nikiforos, modelo.
- Constantino Kochifas, empresario.
- Giakumis Kodogiannis, futbolista.
- Miguel Littín Cucumides, escritor.
- Patricio Mekis Spikin, político.
- Alex Zisis, actor.
- Manuel Tricallotis, pintor.
- Demetrio Marinakis, empresario y dirigente deportivo.
- Alejandra Mustakis, dirigente empresarial.
- Katina Proestakis, esgrimista.
- Arístides Progulakis, periodista.
- Rodrigo Siderakis, periodista.
- Gabriel Orphanopoulos, jinete de rodeo.
- Nikiforos Nicolaides, empresario y escritor.
- Gabriel Mustakis Dragonas, empresario y filántropo.
- Constantino Mustakis Dragonas, empresario y filántropo.
- Víctor Tevah Tellias, violinista.
- Nicolás Triantafilo Klotza, médico.
- Dimitri Sclabos Katevas, empresario.
- Kosmas Sclabos Protopsaltis, médico.
- Zoy Katevas Lazaratu, cruz roja.
- Irina Karamanos, política.